# Трубачёв, Зосима Васильевич
Зосима Васильевич Трубачёв (24 декабря 1893, Пучуга, Вологодская губерния — 26 февраля 1938, Бутовский полигон, Московская область) — протоиерей Русской православной церкви, священномученик.
Память 26 февраля, в Соборе новомучеников и исповедников Российских, Соборе Ивановских святых, Соборе Вологодских святых и в Соборе Бутовских новомучеников.

## Семья
Родился 24 января 1893 года в селе Пучуга Сольвычегодского уезда Вологодской губернии. Родители его происходили из духовного сословия. Отец — диакон Василий Петрович Трубачёв служил в нескольких северодвинских приходах: нововыставочном Вознесенском, пучужском Петро-Павловском, ерогодском Покровском, волчьеручьевском Знаменском и ракульском Успенском, в котором и окончил свой земной путь в 1917 году в возрасте 49 лет. Его заслуги перед Церковью и Отечеством были отмечены многими наградами: бронзовой медалью «За труды по переписи 1897 г.», серебряными медалями «В память Царствования Императора Александра III» и «25-летия церковно-приходских школ», а также памятными крестом и медалью «В честь 300-летия Дома Романовых». Мать — Вера Петровна, урождённая Попова, скончалась в 1942 году в Архангельске в возрасте 73 лет. Братья матери Николай, Владимир и Симеон были священниками. В Пермогорье рядом с храмом в честь Воскресения Христова сохранилась могила иерея Симеона. В Красноборске служил протоиерей Николай Попов. Его старший сын, тоже Николай, был священником евдской Вознесенской церкви, умер в лагере перед войной. Второй сын протоиерея Николая Попова — Пётр, после окончания Императорского Юрьевского медицинского университета работал врачом. Он состоял в браке с Анной Комиссаровой. Сын Петра Николаевича и Анны Ивановны — Олег Попов, родившийся в 1916 году, был крестником царя Николая II, жил в городе Кириллове Вологодской области.

## Образование
Дети диакона Василия Петровича Трубачёва — Николай, Зосима, Пётр, Пантелеймон получили начальное образование в духовном училище города Никольска, но только Зосима затем поступил в Вологодскую духовную семинарию, а в 1914 году — в Московскую духовную академию, которую окончил в 1918 году со степенью кандидат богословия.
Благодатное воздействие богослужебной жизни Троице-Сергиевой лавры и несомненное влияние архимандрита Илариона (Троицкого) и иерея Павла Флоренского стало определяющим в его стремлении к священству. Он глубоко почитал Иоанна Кронштадтского и сохранял как благословение образ преподобного Иоанна Рыльского, переданный ему Верой Верховцевой — духовной дочерью отца Иоанна.
Наделённый идеальным слухом и певческими данными, он ещё в семинарии обучился певческому искусству и с успехом заменял регента. В студенческие годы Зосима управлял вторым академическим хором и хором при домовой церкви во имя равноапостольной Марии Магдалины в Сергиево-Посадском убежище сестёр милосердия Красного Креста, где служил Павел Флоренский. Под руководством отца Павла он писал кандидатское сочинение «Космический элемент в богослужении по богослужебным книгам». Годы обучения в академии воспитали в нём верность и преданность Православной церкви. Он часто посещал старцев Зосимовой пустыни, получая от них ответы на насущные вопросы духовной жизни.
За год до окончания академии он вступил в брак с Клавдией Санковой, отец которой, Георгий Прохорович, по профессии железнодорожный мастер, был большим почитателем преподобного Варнавы Гефсиманского, к которому часто обращался за советами. Венчание совершил отец Павел Флоренский. Участие отца Павла в судьбе отца Зосимы имело и дальнейшее продолжение: сын Зосимы — Сергей Трубачёв в 1946 году сочетался с дочерью Павла Флоренского — Ольгой (1918—1998). В этом браке родились детиː Мария (1951), искусствовед, научный сотрудник Всероссийского художественного научно-реставрационного центра имени Грабаря, и Александр (в монашестве Андроник, 1952), игумен, насельник Троице-Сергиевой лавры, доцент Московской духовной академии — продолжатель священства обоих родов.

## Рукоположение
В марте 1918 года Зосима Трубачёв был рукоположен в сан диакона, а 25 апреля патриарх Тихон в Троицком соборе Троице-Сергиевой лавры рукоположил его в сан священника. Первым местом его служения стал храм Покрова Пресвятой Богородицы при Московской духовной академии.
С конца 1918 года стал служить в Богородице-Рождественском храме села Подосиновец в Вологодской епархии. За несколько месяцев до приезда сюда отца Зосимы настоятель храма протоиерей Николай Подьяков претерпел мученическую кончину от рук безбожников.
Уроженец Вологодской губернии, он хорошо знал жизнь местных крестьян, занимавшихся хлебопашеством и возделыванием льна, из которого ткали полотно и шили одежду, её носили все местные жители. Поселившись в Подосиновце, отец Зосима целиком посвятил себя пастырской деятельности. Совершение богослужений, проповедь слова Божия, отеческая забота о вверенных ему прихожанах, христианское воспитание детей стало смыслом и содержанием его жизни. Он посещал больных в отдалённых селениях прихода, устраивал воскресные беседы, обличал сектантов, просто и доступно изъяснял истины православной веры, приходил на помощь всем нуждающимся. Отец Зосима очень любил детей. На Рождество Христово в доме священника всегда устраивалась ёлка для приходских детей, пелись рождественские песнопения и детские игровые песни. Он взял на воспитание тринадцатилетнюю сироту Наташу Груздеву, дочку утонувшего помора; впоследствии она стала членом семьи священника.
В Подосиновце у отца Зосимы и его супруги Клавдии Георгиевны родились трое детей: Сергей (1919), Анастасия (1922) и Алексей (1924). С младшим сыном священника в младенческом возрасте произошло событие, которое вся семья однозначно восприняла как чудо. В один из праздничных дней собрались родные и гости; отец Зосима держал мальчика на руках, но кто-то его позвал. Он положил ребёнка на подоконник и поспешно вышел. Через несколько мгновений мальчик упал со второго этажа дома на улицу. Когда его принесли, он тотчас впал в забытьё и как бы уснул. Отец Зосима ушёл в другую комнату и стал горячо молиться. Мальчик проснулся вполне здоровым.
Служил отец Зосима внутренне собранно, сосредоточенно, истово, весь уходя в молитву. Возгласы произносил распевно, звучно, молитвы читал горячо и убеждённо. На праздник Крещения Господня водоосвящение в Подосиновце происходило на реке Юг. Летом водосвятные молебны совершались перед храмом на огромном камне-валуне.
В 1922 году священника впервые арестовали во время кампании по изъятию церковных ценностей и заключили в тюрьму в Великом Устюге. Вскоре, однако, он был освобождён и вернулся служить в Подосиновец.
В 1924 году отец Зосима перешёл служить в Иваново-Вознесенскую епархию, которую возглавлял в то время епископ Августин (Беляев). С сентября 1924 по сентябрь 1926 г. отец Зосима возглавлял «тихоновскую» Крестовоздвиженскую общину при близлежащих Крестовоздвиженском и Казанском храмах города Кохмы.
В середине 1920-х годов православные Иваново-Вознесенска переживали один из самых тяжёлых периодов своей церковной истории. Обновленцы при поддержке властей захватили почти все храмы в городе. Епископу Августину запретили жить в кафедральном городе, и он приезжал в Иваново только для совершения богослужений, по ходатайству верующих перед властями. В отце Зосиме владыка нашел твёрдого и мужественного защитника православия, и 17 сентября 1926 года направил его служить во Введенский храм в Иванове, так как настоятель этого храма отпал в обновленчество, и многие из клира храма склонялись к тому же. Отец Зосима был назначен настоятелем и возведён в сан протоиерея. Введенский храм построен в начале XX века. Внутри он был украшен резным деревянным иконостасом с иконами, исполненными в стиле древнего письма. Стараниями протоиерея Зосимы отдельно от храма была заложена и выстроена небольшая колокольня; он освятил колокола и установил порядок ежедневного звона. По воскресеньям после вечернего богослужения отец Зосима проводил беседы на религиозные темы, привлекая к ним всех служивших в храме священников. Каждую неделю по вторникам читался акафист перед чтимой иконой Божией Матери «Нечаянная Радость». Он тратил много сил, чтобы наладить уставное совершение богослужений, преодолеть привычку причта к небрежному отправлению чинопоследований, в особенности таинства исповеди, настойчиво отстаивал обиходные традиции церковного пения, стремясь передать хору своё молитвенное настроение.
Чтобы привлечь православных к обновленцам, власти разрешали им совершать крестные ходы по городу, в то время как православные на это права не имели, а в случае неповиновения им угрожали различными карами. Протоиерей Зосима, несмотря на угрозы, не согласился отменить крестные ходы. Во время ночной пасхальной службы, когда с пением «Воскресение Твое, Христе Спасе, Ангели поют на небесех…» священство и верующие вышли из храма, их стали теснить безбожники, выкрикивая ругательства и угрозы. Отца Зосиму, как и всё духовенство, охраняли прихожане храма, ивановские рабочие. Они, взявшись за руки, оцепили процессию и не допустили избиения верующих.
Проповеди отца Зосимы убеждали силой веры; слушатели чувствовали, что перед ними человек, всецело предавший себя воле Божией. Изъясняя Евангелие, он призывал неуклонно исповедовать Христа, не отрекаться от Него, для укрепления веры в слушателях приводил примеры из жизни святых мучеников. Из русских подвижников он особенно почитал преподобного Серафима Саровского.
В июле 1926 года он вместе с прихожанами Крестовоздвиженской общины г.Кохмы совершил поездку в Саров. От Арзамаса паломники двинулись на подводе. Большую часть пути отец Зосима прошёл пешком. Они пришли ко всенощной; на другой день побывали в пустыньке, на камне, где молился преподобный, и на источнике. На обратном пути остановились в Дивееве и прошли с молитвой вдоль Богородичной канавки. Отец Зосима побывал у блаженной Марии Ивановны, которая, отступив от своего обыкновения при посетителях бушевать и ругаться, приняла его весьма ласково.
Отец Зосима был характера общительного, легко сближался с людьми и церковными, и мирскими, к нему тянулись люди и простые, и образованные. Но при этом он всегда оставался священником, лицом, облечённым во иерейский сан, и интерес к различным сторонам жизни не заглушал в нём внутренней молитвенной настроенности.

## Арест
В 1926 году власти арестовали епископа Августина и выслали в Среднюю Азию. В Иванове остались его дочери, которые ещё во младенчестве лишились матери. Протоиерей Зосима обратился к прихожанам Введенского храма с просьбой оказать помощь сиротам. Как только это стало известно властям, они арестовали священника. 7 сентября 1928 года Особое совещание ОГПУ приговорила протоиерея Зосиму к трём годам ссылки в город Вельск Вологодской области с запрещением служить. В 1929 году наказание был ужесточено, и он был заключён в исправительно-трудовой лагерь и отправлен на лесоразработки неподалёку от станции Няндома Архангельской области; там отец Зосима встретился с высланным Павлом Голубцовым (впоследствии архиепископом Сергием).
В 1932 году священнику разрешили переехать в город Юрьев-Польский. Он устроился работать счетоводом, а в свободные дни управлял хором в единственном действовавшем в городе храме Рождества Христова. После ссылки и заключения отец Зосима стал сосредоточен и сдержан, но не изменил ни своих убеждений, ни твёрдого намерения продолжать церковное служение.
Летом 1934 года, когда закончился срок ссылки, отец Зосима поспешил навестить свою мать, которая жила в то время в Архангельске, а затем, приехав в Москву для устройства своего церковного служения, он был направлен служить в храм в село Раменье Шаховского района Московской области (август 1934 года).
В 1934 году в Москву из заключения вернулся епископ Августин (Беляев), и заместитель патриаршего местоблюстителя митрополит Сергий (Страгородский) направил его на Калужскую кафедру. Протоиерей Зосима встретился с епископом, и тот предложил ему служить в Калужской епархии. Давно и хорошо зная владыку Августина, отец Зосима согласился и был назначен настоятелем Казанского храма в городе Малоярославце и благочинным приходов в Малоярославецком районе (1934). Он духовно окормлял свою паству, многих ссыльных монахинь и духовенство, среди которых был и вернувшийся из концлагеря Роман Медведь, которого во время его смертельной болезни отец Зосима посещал каждый день до самой кончины.

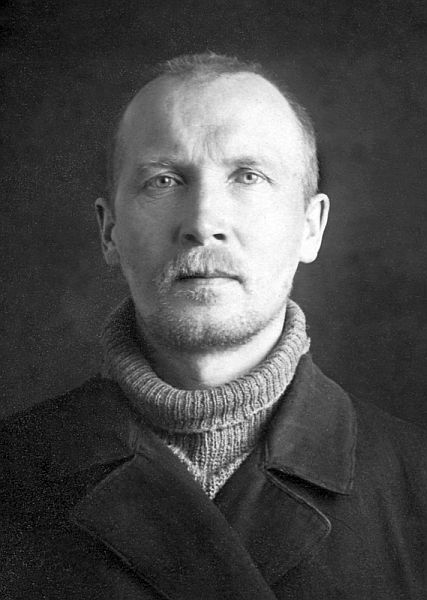
Протоиерей Зосима Трубачев в Таганской тюрьме. 1938 год

## Мученическая кончина
26 января 1938 г. власти вновь арестовали протоиерея Зосиму, и он был заключен в Таганскую тюрьму в Москве. 29 января следователь допросил священника, спросив, признает ли он себя виновным в том, что вел активную контрреволюционную работу против советской власти. О. Зосима категорически отказался признать себя виновным в возводимых на него обвинениях. Тройка НКВД приговорила его к расстрелу. Протоиерей Зосима Трубачев был расстрелян 26 февраля 1938 г. на полигоне Бутово под Москвой и погребен в общей безвестной могиле.